# Malacoraja senta
Malacoraja senta е вид акула от семейство Морски лисици (Rajidae). Видът е застрашен от изчезване.

## Разпространение и местообитание
Разпространен е в Канада (Лабрадор, Нова Скотия и Нюфаундленд) и САЩ (Мейн, Ню Джърси, Ню Йорк, Ню Хампшър и Род Айлънд).
Обитава пясъчните дъна на полусолени водоеми, морета, заливи и реки. Среща се на дълбочина от 4,4 до 1227 m, при температура на водата от -1,1 до 17,2 °C и соленост 30,7 – 35,6 ‰.

## Описание
На дължина достигат до 61 cm.
Продължителността им на живот е около 14 години. Популацията на вида е намаляваща.